# 三徳川
三徳川（みとくがわ）は、鳥取県を流れる川。天神川の主要な支流の一つ。流域には三朝温泉、三徳山や小鹿渓などの観光地がある。

## 冒頭・概要部
三徳川は、天神川の主要な支流の一つである。東伯地方を南北に流れる天神川には、西から東へ流れてくる国府川・小鴨川と、東から西へ流れてくる三徳川の主要な支流がある。本流である天神川自体が一級河川としては急流であるが、なかでも三徳川は最も急な支流の一つになっている。標高約500メートルの源流域から、流路約16キロを経て天神川に注いでいる。
三徳川の上流域は、中国山地にある。この地域では、1億年前にマグマが冷え固まった花崗岩の山がいちど海に沈み、1000万年から2000万年をかけて礫岩の層が堆積した。500万年前ごろから、これらの層を貫通する噴火とともに隆起して、安山岩による山が形成された。三徳川の上流域では急流によってこれらの地層が著しい侵食を受けた結果、複雑で険しい峡谷が形成された。こうしてできた山の典型が三徳山であり、渓谷の典型が小鹿渓である。
他の山陰地域と同様に、上流域では、古来から花崗岩に含まれる磁鉄鉱を砂鉄として採取し、鉄の生産が行われてきたが、下流ではしばしばこれを原因とする水害に悩まされてきた。三徳川の下流域の約2キロ区間は国による治水の管理が行われているが、それより上流では、県や農協による発電などの利水が行われている。
かつては三徳川の流域を「三朝谷」、支流の加茂川の流域を「中の谷」と言った。下流の両岸には三朝温泉があり、近年は年間約35万人が訪れ、皆生温泉に次いで県内第2の温泉地となっている。

## 流路・支流

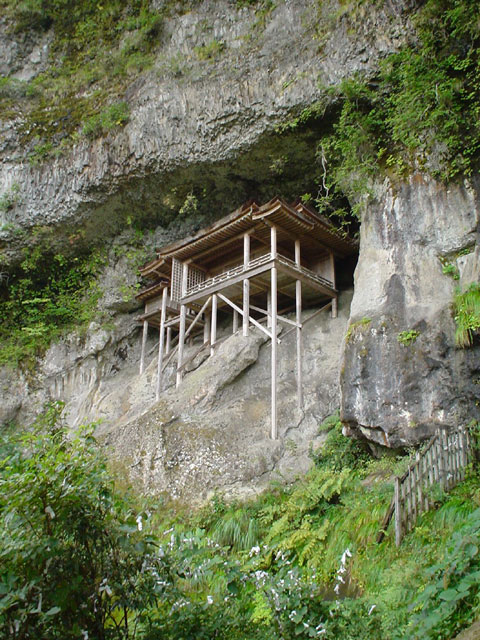
地層の端境を三徳川が侵食して形成された洞窟に投入堂が建立されている。

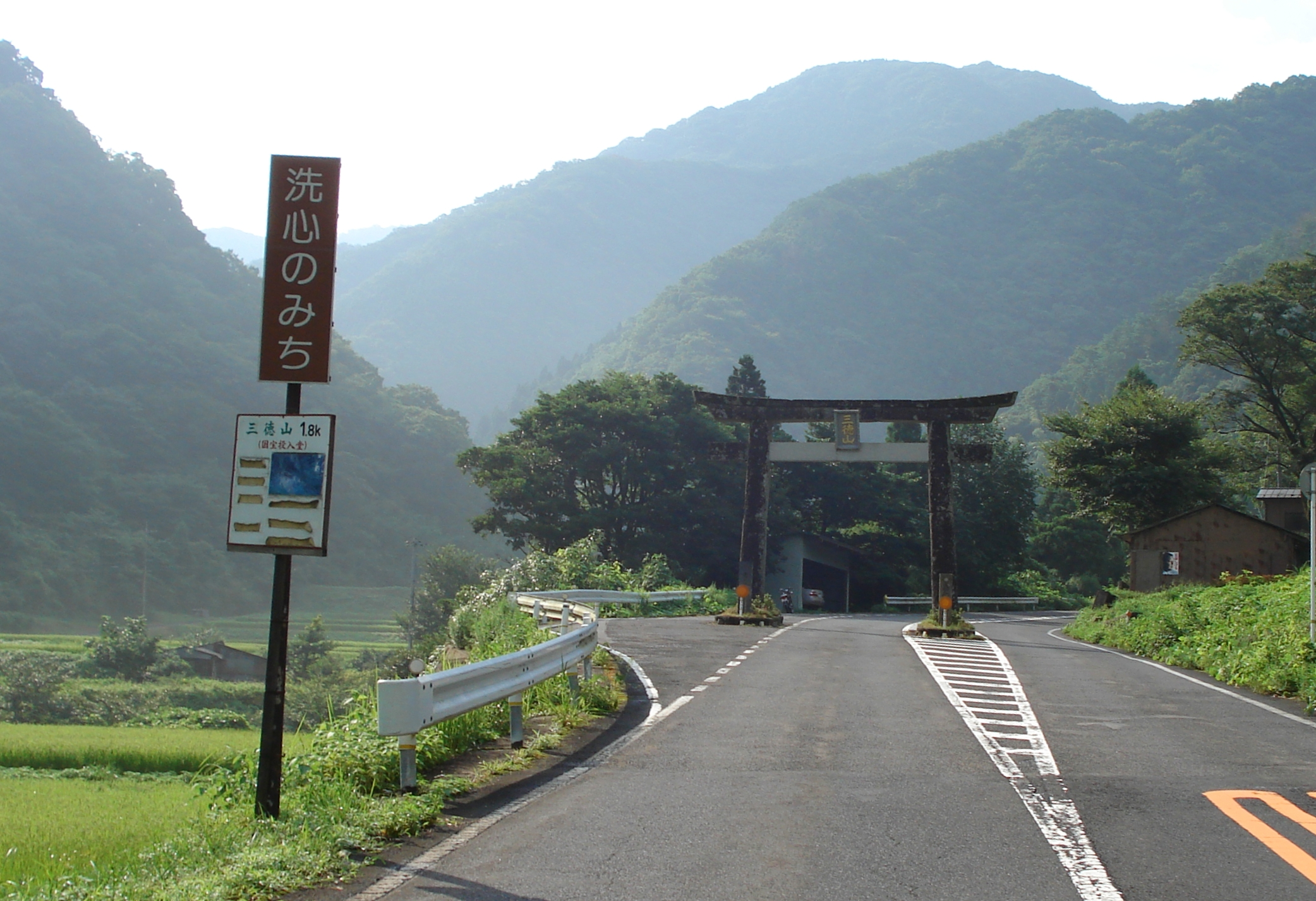
三仏寺の寺域を抜けると谷がひらけはじめる。（写真手前側）

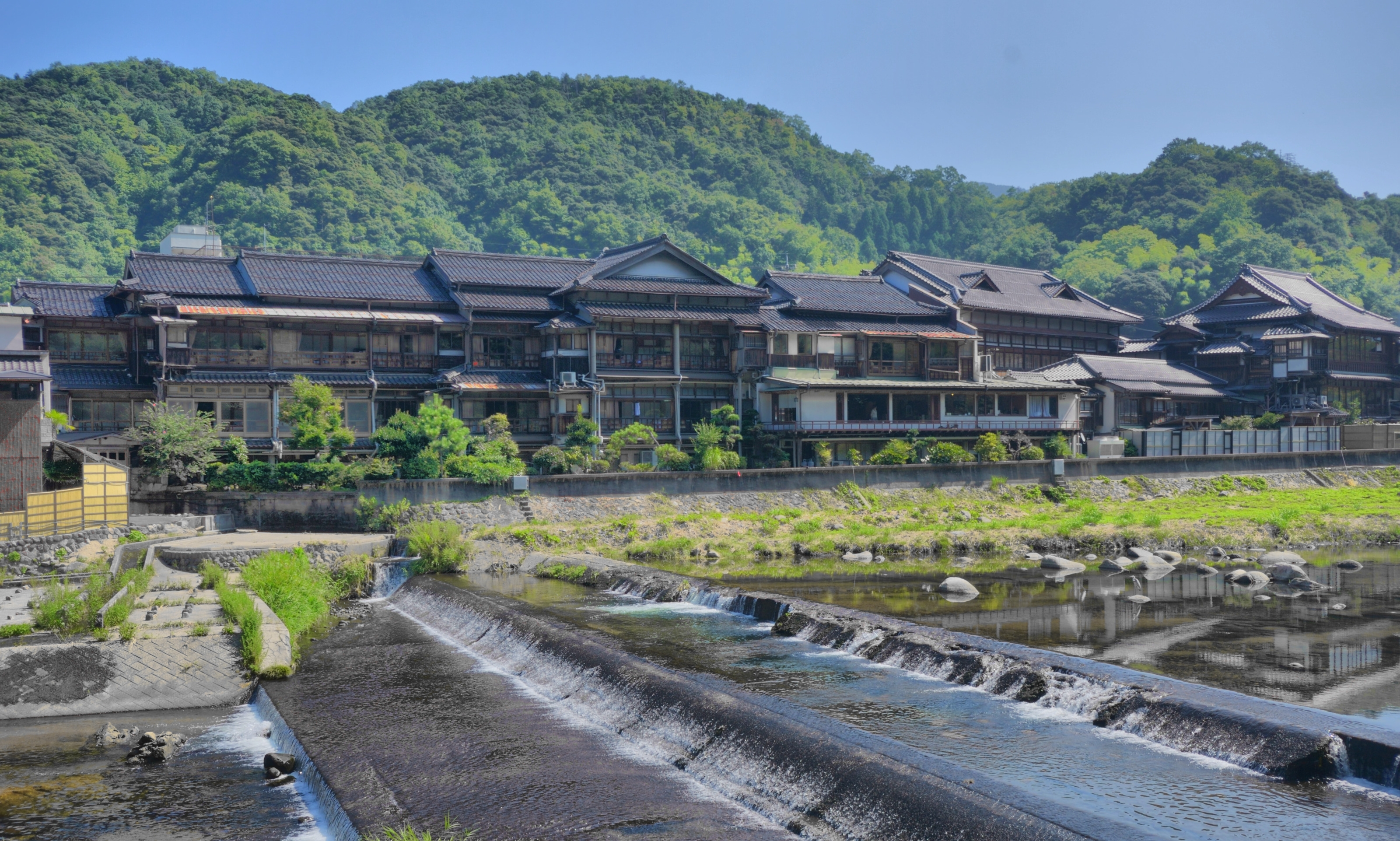
日本の音風景100選となっている三朝温泉のせせらぎ。対岸の建物は旅館大橋（国の登録有形文化財）。

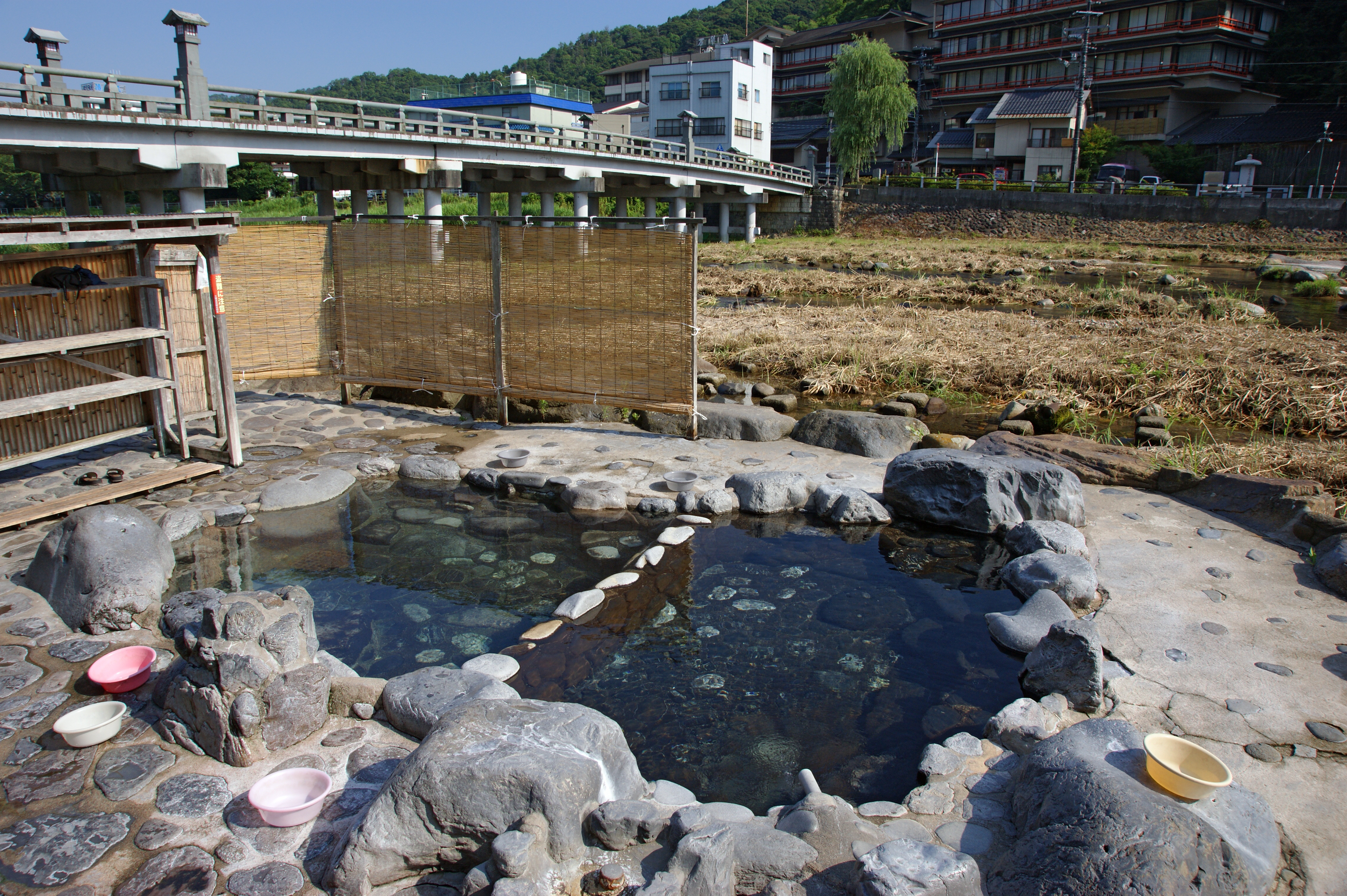
三朝温泉・三朝橋の河川敷には公衆用の露天風呂が設けられている。

三徳川の源流は三朝町東部の俵原高原の滑石峠付近にある。俵原高原は、旧伯耆国（河村郡）と因幡国（気多郡）の境界に近い標高500メートルほどの高原地帯で、伝承に拠れば、平将門を追ってきた藤原秀郷（俵藤太）が定住したことからその名がある。ここに発した三徳川は、鳥取県道280号に沿って南進し、三朝町俵原地区へ出たあと、三徳山の北麓を西へ転じて三仏寺付近まで標高差300メートルほど一気に下る。これらの源流域では古くから和紙の原料であるミツマタが栽培されており、現代でも三朝町が地元の特産農産物としている。
三徳山は、隆起準平原であった吉備高原面の花崗岩上に、新第三紀に凝灰角礫岩が層を成し、さらに鮮新世に火山性の安山岩溶岩がこれらを突き破って噴出して覆いかぶさり形成された山で、これを山陰特有の多雨雪による流水が激しく侵食し、複雑で急峻な地形を形成している。特に安山岩層と凝灰角礫岩層の境界付近では差別侵食によって洞窟状の窪んだ地形が多く形成されており、三仏寺の投入堂などはそこに建立されたものである。
このように三徳山は天神川流域で最も急峻な奇峭を成しており、古来から霊峰として厳しく保護されてきた。その結果、原生植性が手付かずで残っているほか、高低差の激しい地形から、南方系の植物の北限と北方系の植物の南限が混在しており、植物学上貴重な地域とされている。
三仏寺の山域には三徳川の小支流があり、明治時代の『名勝史跡三徳山三佛寺全景』には、「阿弥陀滝」、「念仏滝」、「粟滝」などをもつ尼子川が「馬洗渕」で合流する様子が描かれている。また、参道に近い垢離取川（こりとり-）は上流に「不動滝」、さらに山中に「龍徳院滝」、「真蛇滝」をもつ。垢離取川は近年、鳥取県によって「歴史の水」に選出されている。
一帯は三徳渓谷と呼ばれることもある。1889年（明治22年）に村制が敷かれた頃は三仏寺の門前を「三徳村」と号した。
三仏寺の寺域を出ると流路は北西に転じ、三朝町坂本地区で支流の黒川、坪谷川（つぼたに-）を合わせて西に向きを変える。この辺りから天神川へ合流するまでの区間は、構造谷と考えられている。さらに北から波関川（なみぜき-、なんぜき-）、南からは三徳川最大の支流である小鹿川（おしか-）が合流し、沖積地が形成されている。明治初期の頃は、この地域（現在は片柴地区）は三徳川流域で最も人口が多く、明治中期に「鼎村」となった。
三徳村と鼎村は1917年（大正6年）に合併して三徳村となった。さらに1953年（昭和28年）に支流の小鹿川流域の小鹿村、加茂川・竹田川（天神川の旧名）上流域の旭村・竹田村と合併して三朝町となった。
小鹿川合流から天神川（竹田川）へ注ぐまでの区間を三朝川（みささ-、みあさ-）と称することもある。また、流域はかつて「三朝谷」と呼ばれていた。
川はその後、三朝温泉の中心地を流れる。三朝温泉は、もともと三徳川の左岸に源泉が湧出しており、最も古いとされる「株湯」をはじめ、左岸に温泉施設街が形成されている。後に右岸でも温泉が開発され、右岸には大型の宿泊施設が並ぶ。温泉周辺には、映画の舞台になった「恋谷橋」、三朝温泉のシンボルとされる「三朝橋」などが架かる。
温泉街から加茂川との合流点に至る間の河川敷は、三徳川緑地や横手親水公園、水辺の楽校として解放され、遊歩道などが整備されている。この付近では初夏のホタルやカジカガエルを風物詩としており、『三徳川のせせらぎとカジカガエル』が環境省によって「日本の音風景100選」に選定されているほか、『やすらぎの水辺三徳川と三朝温泉のみち』として「美しい日本の歩きたくなるみち500選」に選ばれている。
温泉地域を過ぎると、三朝町の中心街を成す大瀬・本泉地区にはいる。人形峠の北麓から流れてきた加茂川と合流すると、間もなく天神川へ注ぐ。この合流点から三徳川の源流付近までのほぼ全長にわたり、県道21号が並走しており、かつての倉吉往来（鹿野道）に相当する。

### 主な支流
※本節では上流側から記載する。
- 垢離取川（こりとり-） - 垢離取川は三徳山三仏寺の参道に近い支流で、鳥取県によって「とっとりの名水（歴史の水）」の一つに選出されている[注 8]。かつて修験者や参拝者が入山前に身を清めた落差11メートルの「不動の滝」があり、県道21号から遊歩道が整備されている[注 9]。さらに奥域には「龍徳院滝」、「真蛇滝」がある。[12]

- 坪谷川 - 坪谷川は三徳川の支流。飯盛山（標高646m）と小富士山（標高769.7m）に発し、三朝町坂本で三徳川に注ぐ[6]。長さは1.3km（うち指定延長1.1km）、流域面積は4.2km2で、急流で侵食が激しく、砂防指定が行われている[28]。流域には小鹿凝灰角礫岩が分布し、植物の化石が見られる[28]。

- 波関川 - 波関川（なみぜき-、なんぜき-）は三徳川の支流。標高250メートルの波関峠の南に発し、奈良木谷川をあわせ、三朝町片柴で三徳川に注ぐ[6][16]。長さは1.6km、流域面積5.4km2で、急流で砂防指定を受けている[29]。並走する県道29号は波関峠を越えて湯梨浜町・東郷湖の東郷温泉地区へ通じる。

#### 小鹿川

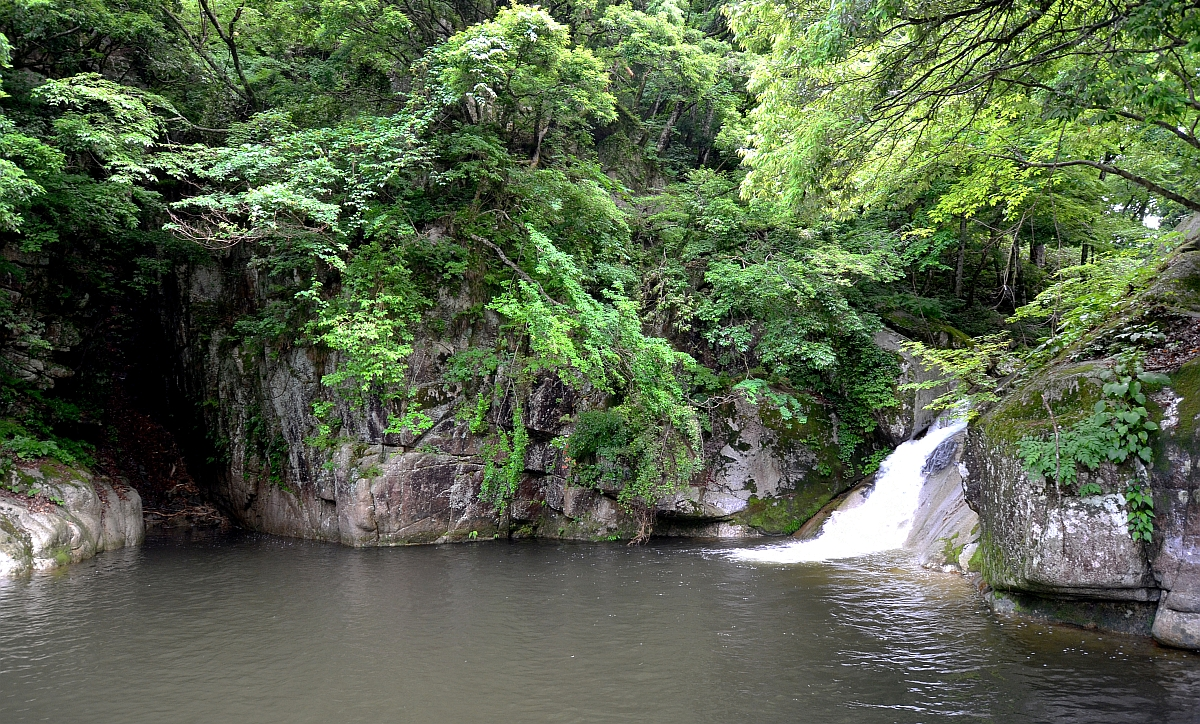
小鹿渓（神縄滝と雄淵）

小鹿川（おしかがわ）は三徳川の支流で、流長は16.2キロメートル（指定区間は12.7キロメートル）、流域面積は42.5km2で、流域の集落はかつて小鹿村を形成していた。。上流の小鹿渓は国の名勝に指定されている。小鹿川は加茂川に比べて、自然のままの流れがそのままになっており、上流には大きな岩があり、流れが複雑である。
源流は三国山の北麓に発し、ブナやミズナラの原生林を経て三朝町中津地区に出る。中津地区は下流の険谷に阻まれて隔絶された集落で、平将門の末裔や平清盛の庶子や安徳天皇の子孫が土着したという平家の落人伝承がある。そのほか後述するように、上流域は隠遁した武士団や木地師、鉱山師などの職業集団による限定的な開墾が行われたが、菅ヶ谷筋のようにそのいくつかは既に無人集落となって廃れている。
特に中津地区から数キロ下流の神倉までの間は、三徳川の上流と同様に、三徳山を花崗岩層まで深く侵食して複雑な急崖や渓谷を形成し、地層の褶曲もあいまって多くの滝や淵をも奇勝を成しており、昭和初期に小鹿渓として有名になった。高低差が大きい小鹿渓では、谷底と崖上で気温の逆転現象が起きており、水面付近は気温が低く高地性の植物が群生し、標高が高いほうが気温が高く南方系の植物が生えている。小鹿渓は1937年（昭和12年）に国の名勝に指定されたが、1953年（昭和28年）に鳥取県が中津ダムを建設し、水量が著しく減って大きく景勝が様変わりした。
中津ダムは渓谷の高低差を利用する発電用で、中津貯水池でためた水を送水管で下流の小鹿第一発電所へ送り、発電している。さらにその水は小鹿第二発電所で再利用される。このほか、三朝温泉の南の山中の三朝高原と称する標高300～400メートルの台地には発電用の三朝ダムがあり、三朝調整池を備えている。

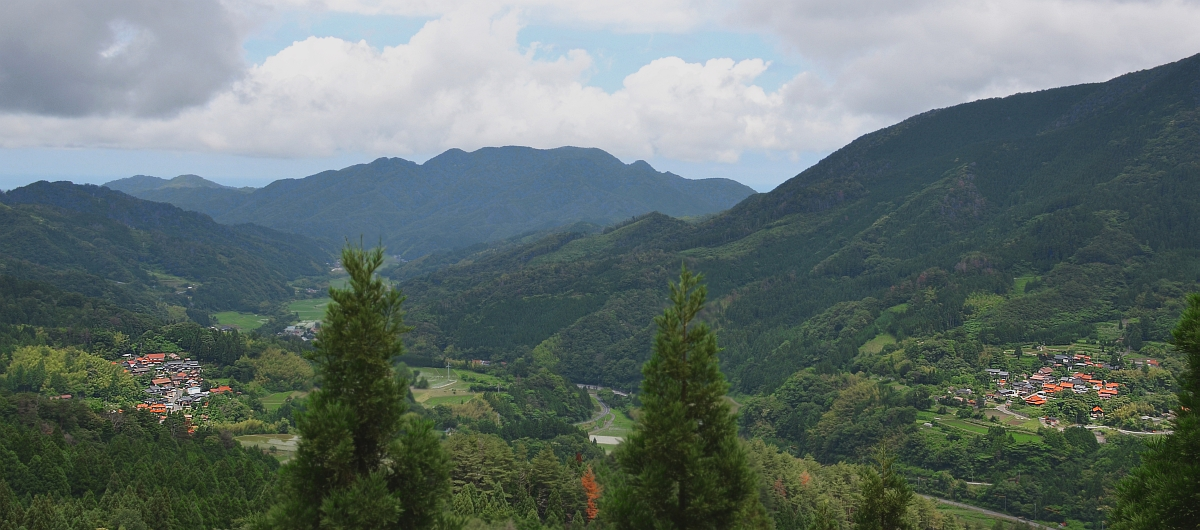
東小鹿と西小鹿の集落は河岸段丘上に形成されている

神倉付近から下流側では、天神川水系としては珍しく河岸段丘が形成されている。比高60から70メートルの段丘上に、右岸側には東小鹿、左岸側には西小鹿の村が形成されているが、もとは段丘下にあった7軒の家が川の氾濫を避けて3軒が東、4軒が西側の段丘上にあがったのが発祥と伝えられている。その後、両岸から小支流を集め、三朝町片柴で三徳川に注ぐ。
源流付近から三徳川への合流地点まで県道33号が並走している。

#### 加茂川

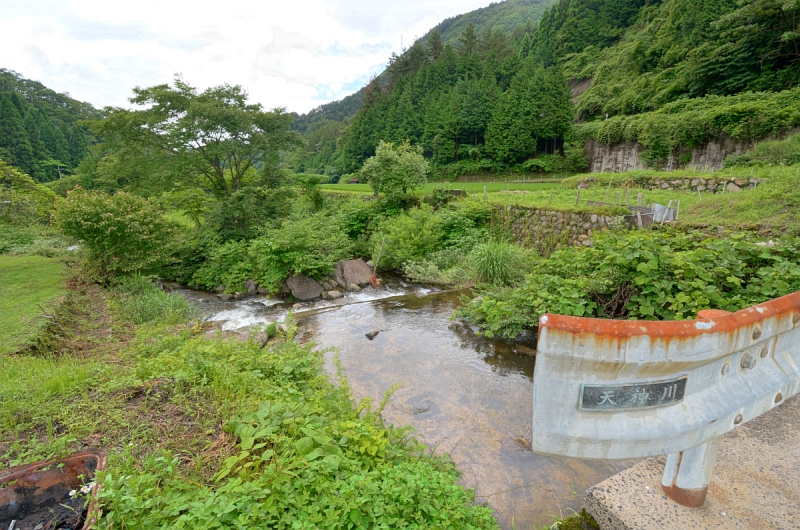
加茂川上流の鉛山橋。「天神川」の表記がある。

加茂川（かもがわ）は三徳川の支流で、流長15.6キロメートル（うち指定区間11.5キロメートル）、流域面積40.7km2。水量は多くなく穏やかな川である。加茂川流域の村は江戸時代には「中の谷」や「加茂谷」、鴨郷と言い、明治時代に加茂村となった。しばしば「賀茂川」とも書き、流域の総産土神社であった賀茂大明神（賀茂神社）は、祭神が船で川を遡上してきたと伝えられ、因幡国や美作国からも参詣者を集めていた。加茂川は、小鹿川に比べると河道の整備が行われている。
源流は人形峠の北麓側にあり、付近の鉛山地区は古くから銀または銅が採れたが、銀山・銅山は幕府直轄とされてしまうので、鉛山と偽っていたという。昭和期にはウランの採掘が試みられたこともある。ここからいくつかの少支流を集めながら西進し、福吉川と合流する。福吉川の上流には、「一の滝（落差8メートル）」、「二の滝（落差3メートル）」、「三の滝（落差13メートル）」からなる「馬場の滝（不動滝）」がある。この滝はもともと不動尊が置かれ不動滝と呼ばれていたが、江戸時代に上流で製鉄がさかんになると砂鉄や木炭、銑鉄の輸送に馬が用いられるようになり、「馬場の滝」と呼び名が変わった。
福吉川との合流後、加茂川は北へ転じて小河内（おごち）地区へ入る。小河内地区の上流側の入り口にある支流・高勢川には農協の小河内発電所が設けられている。小河内は、かつての「中の谷」の中心地域で、特に製鉄で栄え、鉄山で使役された馬が多いことから「馬場の平（なる）」とも称された。
このあたりで笏賀川、下谷川などの支流が集まる。笏賀川の流域には樹齢200年を数える天然生古木や、それに着生するシダ・コケ類が豊富で、鳥取県の天然記念物に指定されているが、付近には11箇所のたたらの遺構がある。下谷川は上流で粘土層を通過することからわずかに白濁している。小河内を抜けると谷は狭まり、加茂川はそこを蛇行を繰り返しながら森地区を通り、天神川・三徳川が合流する開けた地域に出て、三徳川に注ぐ。
源流付近から三徳川への合流地点近くまで県道205号が並走している。

##### 中部ダム計画
かつて、加茂川の中流にダムを作る計画があった。この「中部ダム」は、加茂川と下谷川の合流地点付近に建設され、これによって小河内地区より下流の福田・下谷地区が水没することになっていた。計画は昭和40年代から始まったが、バブル経済の崩壊や県知事の交替などを経て、27年後の平成12年（2000年）に中止が決まり、水没予定地から既に移転してしまった世帯などへ補償が行われた。
この計画は昭和40年代後半に立案され、天神川下流の倉吉市や羽合町（のちの湯梨浜町）の利水と治水のためのダムとされていた。平成4年（1992年）に策定された計画では、総工費200億円、貯水量790万m3となっており、一日あたり15,000m3の水道用水を賄うとしていた。その後計画の見直しが行われ、平成8年（1996年）の修正案では貯水量590万m3、水道用水の供給量は一日8,000m3に引き下げられ、これにともなって工費は140億円に節約できると見積もられた。当時の説明では、これは河川改修に要する費用147億円を下回っており、河川改修よりも合理的であるとされた。
しかし、この事業はその後も再評価の対象となった。平成11年（1999年）にそれまで4期に渡り鳥取県知事を務めた西尾邑次が引退し、新人の片山善博にかわると、改めて工費の再検討が行われた。この結果、平成8年の計画とほぼ同等のダム建設でも230億円を要することが示された。これに対し、河川改修は78億円で済むうえ、人口はせいぜい横ばいまでであり、水道用水の需要の増加も見込めないため、2000年にダム計画は正式に中止が決まった。
既にダム建設などを見越して引っ越してしまった世帯があったり、計画が足踏みしていた約30年のあいだインフラ整備が見送られていたことなどによって、建設予定地域は荒廃しており、県知事が地元に謝罪するとともに、地域再整備などのため国・県・町があわせて168億円を拠出することになった。この「旧中部ダム予定地」は、大型ダムの建設中止とその後の地域振興のあり方についてのモデルケースとして、八ッ場ダム（群馬県）や矢田ダム（高知県）など、計画の賛否がわかれた事業でも参考にされている。

### 諸元
| 川名   | 川名   | 長さ   | 流域面積 |
| 三徳川 | 三徳川 | 16.0km | 126.6km2 |
| ├      | 坪谷川 | 1.3km  | 4.2km2   |
| ├      | 波関川 | 1.6km  | 5.4km2   |
| ├      | 小鹿川 | 16.2km | 42.5km2  |
| └      | 加茂川 | 15.6km | 40.7km2  |

※流域面積には支流を含む
| 名称           | 河川   | 方式       | 最大出力 | 着工   | 運転開始 | 事業者       |
| 小鹿第一発電所 | 小鹿川 | ダム水路式 | 3600kw   | 1953年 | 1957年   | 鳥取県       |
| 小鹿第二発電所 | 小鹿川 | ダム水路式 | 5200kw   | 1956年 | 1958年   | 鳥取県       |
| 小河内発電所   | 高勢川 | ダム水路式 | 130kw    |        | 1956年   | 鳥取中央農協 |

| 名称     | 河川名 | 目的                   | 形式               | 堤高 | 堤頂長 | 湛水面積 | 総貯水容量  | 事業者 | ダム湖     |
| 中津ダム | 小鹿川 | 発電（小鹿第一発電所） | 重力式コンクリート | 35m  | 96m    | 15ha     | 1,375,000m3 | 鳥取県 | 中津貯水池 |
| 三朝ダム | 美谷川 | 発電（小鹿第二発電所） | アース             | 15m  | 75.2m  | 1ha      | 33,000m3    | 鳥取県 | 三朝調整池 |

## 主な橋梁

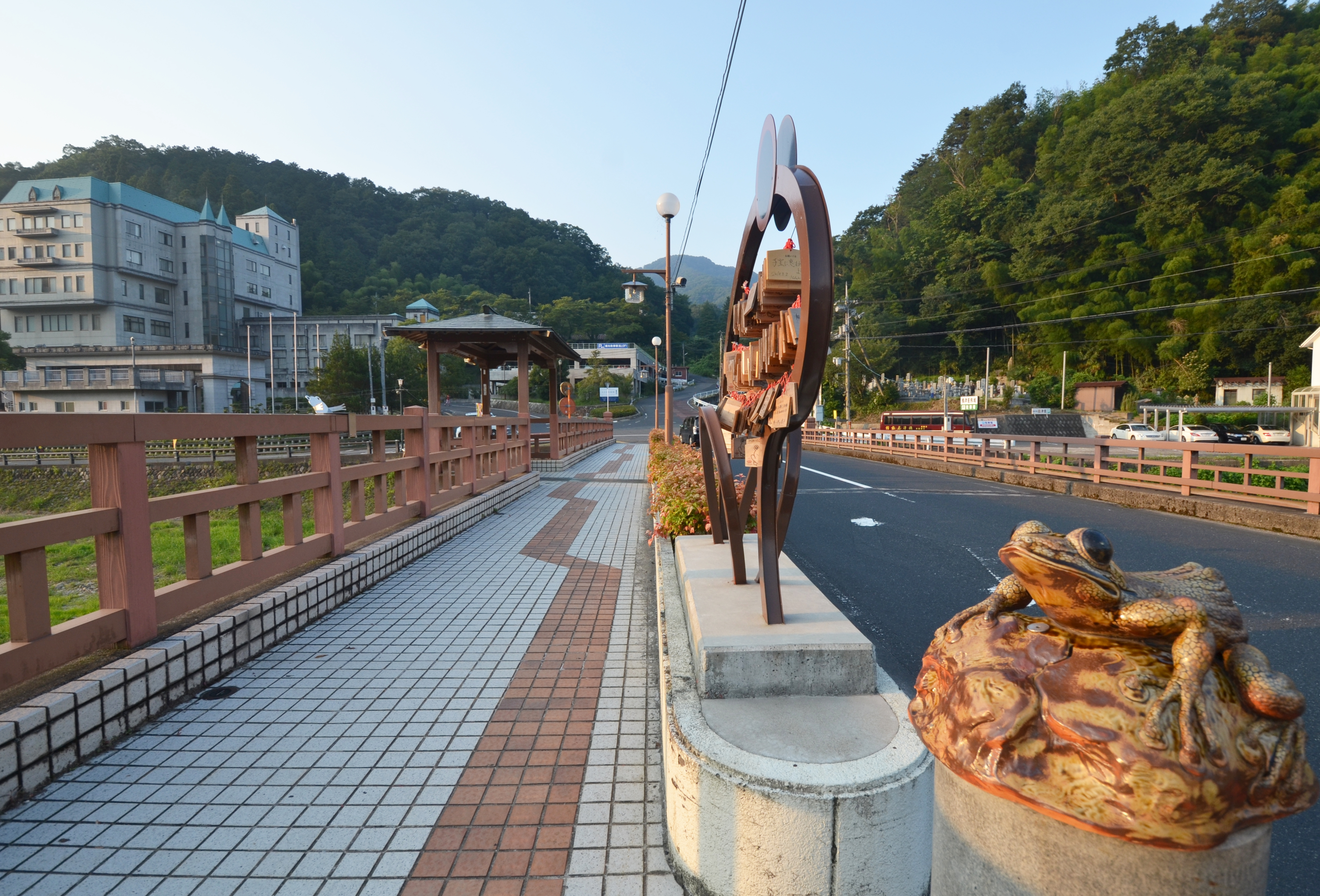
「恋谷橋」- 恋の成就を願う絵馬や三朝温泉のシンボルであるカジカガエルが置かれている。左奥の建物はブランナールみささ。

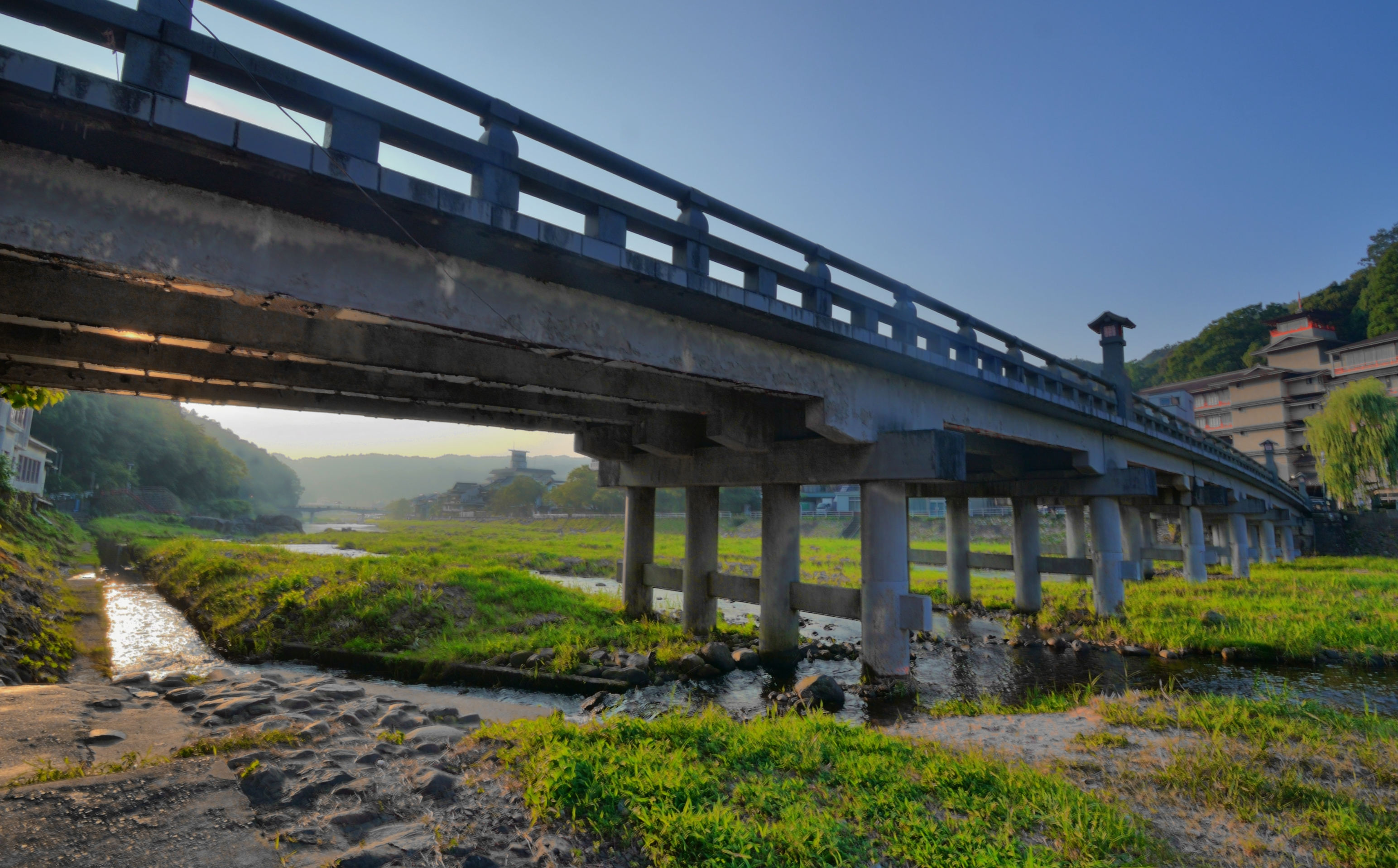
「三朝橋」 - 国の登録有形文化財。

### 恋谷橋
三徳川の三朝温泉地域に架かる橋で、1961年（昭和36年）に現在のコンクリート橋が完成した。ラジウム温泉とされる三朝温泉では、ラジウムの発見者であるキュリー夫妻に因んで「キュリー祭」を毎年開催し、例年在日フランス大使館の関係者も招待しており、恋谷橋は建設当時のフランス大使によって命名された。右岸には「キュリー広場」とキュリー夫人の胸像がある。2011年には三朝温泉を舞台にした『恋谷橋』という映画が公開された。

### 三朝橋
三朝橋は1934年（昭和9年）に京都帝国大学の武田五一の設計によって完成した。旧来の木造橋の架け替えにあたり、古い温泉街の風情に合うデザインを目指したもので、コンクリート橋ながら旧来の純日本風の木造橋のデザインを上部・下部構造に採用し、手摺には同じ鳥取県内の若桜町で産出した御影石で意匠を施してある。三朝温泉のシンボルとされ、左岸の上流側の河原には公衆用の露天風呂が設けられている。2005年（平成17年）に国の登録有形文化財に登録された。県道273号の一部をなしている。

### 新横手大橋
2004年にできた三朝バイパスに設けられた橋。主要地方道の県道21号は鳥取市と倉吉市を結ぶ交通量の多い幹線道路だったが、三朝温泉付近では狭い道幅で温泉街の中心部を通過していた。これを解消するために1987年（昭和62年）から県道のバイパス工事が行われ、2004年に完成した。

### その他の主な橋
- わかとり大橋

- 賀茂橋 - 三朝町の中心地に架かる県道235号の橋[55]。三徳川に架かる橋としてはもっとも下流に位置する。旧橋は1932年（昭和7年）に設置されていたが、幅員が狭いため車両のすれ違いができず、増水時に川の流水の妨げになって洪水の原因になっていた[55]。2005年（平成17年）から新橋の工事が行われ、2008年（平成19年）6月に完成した[55][56]。

## 環境

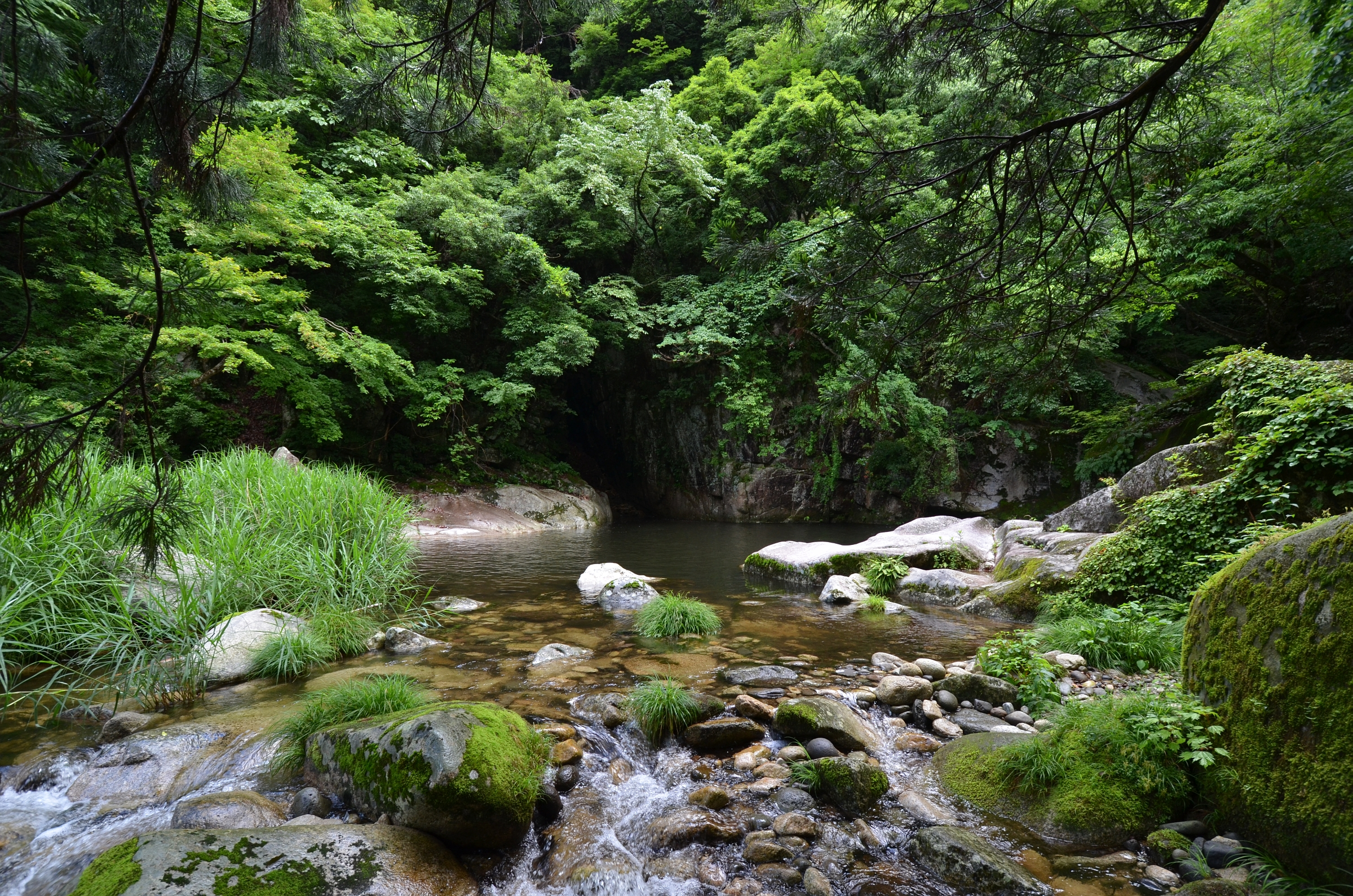
小鹿川の渓流

三徳川は天神川水系のなかでも急流で、ヤマメやタカハヤなどの渓流魚のほか、多くの魚類の生息域となっている。特に河川敷にはツルヨシが群落を形成しており、前述のカジカガエルのほか、モノアラガイ、ミナミヌマエビなどが棲む。上流の川床にはカジカがみられる。

### 2005年の魚類の調査
2005年に支流の小鹿川と加茂川で行われた魚類の生息調査で、両支川でさまざまな魚類が確認された。どちらも中流から上流、渓流に棲む魚が観察されたが、その分布には違いがあった。
小鹿川では、カワムツ、カマツカ、ドンコ、シマドジョウといった中流性の魚類が上流まで遡って進出しているとともに、逆に渓流性のイワナやアマゴが中津ダムを越えて上流域まで下ってきており、上流域の小鹿渓ではこれらの魚が混在している。タカハヤやカジカなどの上流性の魚はほぼ全域でみられた 。ウグイも全域で観察されたが、これは中津ダムの影響があると考えられている。
加茂川でもこれらの魚類が確認されたものの、中流性の魚類と渓流性の魚類の分布はわかれており、小鹿川のように両者が混在することはなかった。これは加茂川で人工的な護岸が進んでいることと関係があるとされている。一方、小鹿川ではダムよりも上流側で確認できなかったタカハヤやカジカといった上流性の魚が、ダムがない加茂川では全域に分布していた。

## 歴史
三徳川流域では、縄文時代中期の穴谷遺跡が発見されている。また三徳川と加茂川の間の丘陵地には弥生時代の丸山遺跡があり、住居跡や古墳の遺構が出土している。
三朝郷を含めて天神川流域は中世に京都の松尾大社の荘園に組み込まれ、のちに下流の東郷荘では松尾大社の所領を地頭が押領したが、三朝郷は松尾大社の所領として安堵された。
江戸時代には、三徳山・三徳川は「美徳」と書かれていた。また、三徳川と小鹿川の合流地より下流は「三朝川」と呼ばれており、現在でも三朝温泉の観光案内文書等には三朝川の表記が見られる。また、三徳川本流と小鹿川の流域を「三朝谷」と称していた。

### 舟運
江戸時代には三徳川を利用した舟運も行われていた。三朝温泉の左岸にある横手地区には河戸大明神が祀られている。

### 治水
天神川のほかの支流と同様に、三徳川流域も洪水が多かった。もともと急流である上、古来から鉄穴流しといって砂鉄採取に伴う廃砂を上流側で流すため、下流では砂の堆積によって水利調整機能が損なわれ、洪水の原因となった。三徳川下流の河川敷のある大瀬地区にある唐櫨土手（地蔵土手）には、堤防を造る際の人柱を祀ったとする地蔵が残されている。
1762年（宝暦5年）の大雨では伯耆・因幡に大きな被害が出たが、三徳川に波関川や小鹿川が合流する片柴地区にはこのときの土砂崩れで死者が出た際の墓が史跡として残されている。このほか三徳川・天神川の流域では大規模な洪水に発展し、当時の鳥取藩は上流での砂鉄生産の抑制策を余儀なくされた。
近代以降では、1934年（昭和9年）の室戸台風で天神川下流の倉吉市街をはじめ、大きな被害を出したのを契機に、天神川やその支流の治水対策が本格化した。天神川水系が一級水系となった1967年（昭和42年）6月の時点では三徳川は国の管理下に含まれなかったが、4年後の1971年（昭和46年）4月に三徳川の下流部分が国の管理下に指定された。
流出土砂を抑制するための砂防としては、1936年（昭和11年）に三徳川は国の直轄砂防区域となって対策が進められてきたが、1998年（平成10年）からは三朝町全域がその対象となった。
川の治水計画を策定する上で基本的な流水量のことを計画高水量というが、本流である天神川ではこれが毎秒3500立方メートルとなっていて、三徳川はそのうち毎秒750立方メートルを担っている。1959年（昭和34年）の伊勢湾台風では、天神川へ合流する直前の三徳川の水量は毎秒600立方メートルと推計されているが、現在の三徳川は伊勢湾台風並みの水量でも安全に水を流すことが可能な水準で整備済みである。（これに対し、天神川の上流部や、他の主要な支流である小鴨川・国府川では、伊勢湾台風時相当の水量を流す能力はほぼ全域で不足している。）

### 鉄山開発
他の天神川上流域と同様に、三徳川の上流でも砂鉄の採取とたたら製鉄が行われてきた。
中国山地のなかでもこの地域は特に鉄分（磁鉄鉱）を多く含む花崗岩でできており、風化した花崗岩を山陰側の多雨多雪による急流が侵食することで砂鉄が形成される。
三徳川の上流では、三仏山の門前町である合谷地区（旧称は門前村）や、黒川・坪谷川が合流する坂本地区（旧称は坂本村）には、「鑪（たたら）」の名残を持つ地名や鉱山跡が残る。同様に、小鹿川では最上流の中津地区（旧中津村）、神倉地区（旧神倉村）、加茂川では福田地区（旧小和村）、小河内地区（旧小河内村）、笏賀地区（旧笏賀村）にも鉄山や鑪の名残りの地名が残る。これらは概ね江戸時代中後期（18から19世紀）のもので、鉄山に関する古文書も残されている。特に旧笏賀村の笏賀鉄山跡は50年以上操業されていた記録が残る。
このほか、加茂川の源流域にあたる鉛山地区は、本当は銀（または銅）が産出したが、銀山や銅山は幕府直轄となってしまうために、藩が鉛山と偽称していたと伝わる。
これら上流での鉄山では、鉄穴流しと言って砂鉄を含む土砂を大量に流し、下流での洪水の原因になった。そのため下流側と上流側で争いが絶えず、藩の介入も行われた。
近代になると、これらの地域で高濃度のウランを含有するウラン鉱が発見され、一部ではウラン鉱山の開発が行われた。これらの調査の過程で人形峠付近でウランの露頭が発見され、人形峠のウラン鉱山が拓かれた。

## 文学

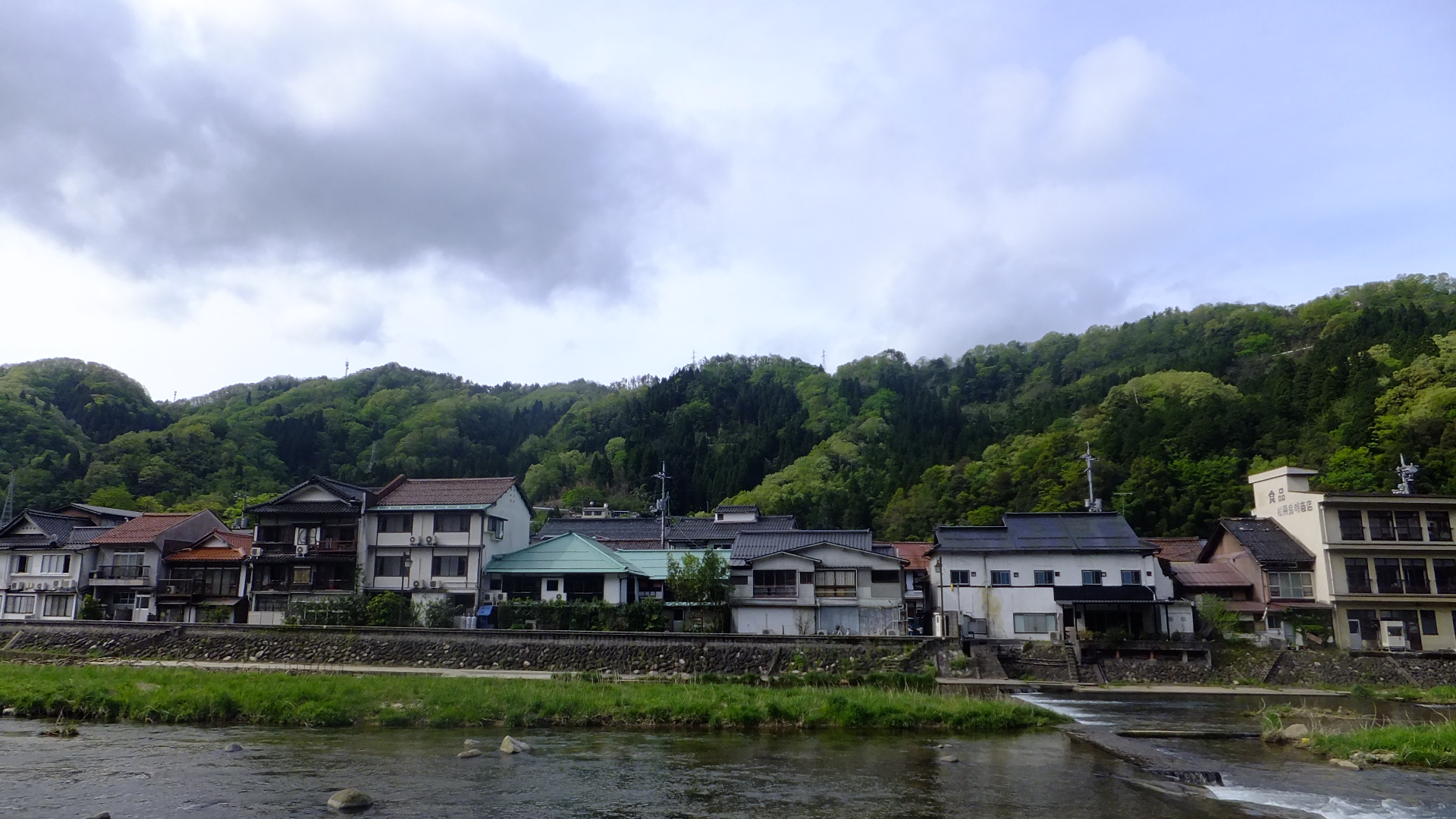

三朝温泉を中心に、三徳川（三朝川）は様々な文人に詠まれている。
- 田山花袋

三ささ川 きよき流れを われとめて おくのいでゆに 一夜ねにけり
- 木下利玄

この寝ぬる 朝けに見れば 三朝川 今朝もけさとて たぎちゐるかも
- 斎藤茂吉

三朝川の 川瀬をきよみ このゆふべ 旅人われは足をぞ浸す
- 与謝野晶子

川波が 雨の裾をば 白くする 三朝の橋を こえてこしかな